# Johann Caspar Lindenberg

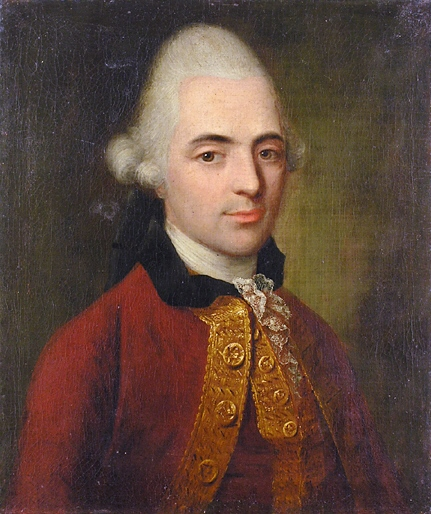
Johann Caspar Lindenberg porträtiert 1773 von Johann Jacob Tischbein

Johann Caspar Lindenberg (* 9. Juli 1740 in Lübeck; † 28. April 1824 ebenda) war ein deutscher Bürgermeister der Hansestadt Lübeck.

## Leben
Lindenberg studierte Rechtswissenschaften an den Universitäten Jena, Leipzig und Gießen. In Gießen wurde er 1764 zum Dr. beider Rechte promoviert. Ebenso wie Gabriel Christian Lembke (1759), Adolph Friedrich Dehns und Carl Abraham Gütschow (1761) trat er 1761 in Jena der Freimaurer-Loge Zu den drei Rosen bei; 1762 wurde er Mitglied im Jenaer Kapitel Zion des Clermont-Rosaschen System der Hochgrade.
Er wurde im Jahr 1786 in den Rat der Hansestadt Lübeck gewählt. Dieser erwählte Lindenberg 1805 zu einem der vier Bürgermeister. Seine Amtszeit war geprägt von der 1806 beginnenden Lübecker Franzosenzeit. 1811 stand er für kurze Zeit an der Spitze der Administrationskommission des provisorischen Munizipalrates. Emil Ferdinand Fehling, der Verfasser der Lübeckische Ratslinie, glitt bei seinem Personeneintrag ausnahmsweise ins emotional Chronistische ab, als er festhielt: „Lindenberg und sein Amtsgenosse Johann Matthaeus Tesdorpf leben in der Erinnerung der Lübecker fort wegen der Würde, mit der sie in schwerster Zeit die Stellung des  Senats und der Stadt gegenüber der Fremdherrschaft gewahrt haben.“
Sein Epitaph mit lateinischer Inschrift findet sich an der Ostwand der Südlichen Vorhalle der Lübecker Marienkirche. Er hatte aus drei Ehen 20 Abkömmlinge. Johann Bernhard Wilhelm Lindenberg und Johann Carl Lindenberg waren seine Söhne. Seine Tochter Luise Charlotte heiratete Carl Geibel (1803–1863), einen Sohn von Johannes Geibel und Bruder von Emanuel Geibel.

## Schriften
- Dissertatio Iuridica Inauguralis De Differentiis Iuris Civilis Et Lubecensis In Argumento Iuramentorum, Braun, Gießen 1764